# Thomas M. Nelson

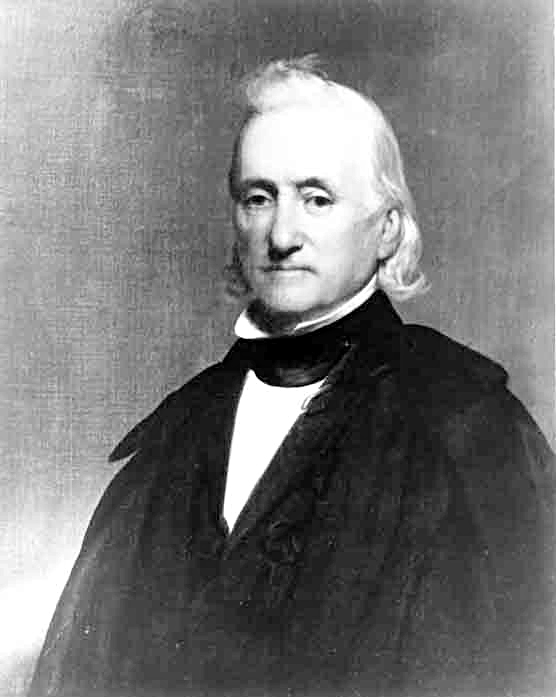
Thomas M. Nelson

Thomas Maduit Nelson (* 27. September 1782 in Oak Hill, Mecklenburg County, Virginia; † 10. November 1853 bei Columbus, Georgia) war ein US-amerikanischer Politiker. Zwischen 1816 und 1819 vertrat er den Bundesstaat Virginia im US-Repräsentantenhaus.

## Leben
Thomas Nelson besuchte die öffentlichen Schulen seiner Heimat. Während des Britisch-Amerikanischen Krieges war er Hauptmann bzw. Major in einer Infanterieeinheit. Er blieb bis Mai 1815 beim Militär. Später schlug er als Mitglied der  Demokratisch-Republikanischen Partei eine politische Laufbahn ein.
Nach dem Tod des Abgeordneten Thomas Gholson wurde Nelson bei der fälligen Nachwahl für den 18. Sitz von Virginia als dessen Nachfolger in das US-Repräsentantenhaus in Washington, D.C. gewählt, wo er am 4. Dezember 1816 sein neues Mandat antrat. Nach einer Wiederwahl konnte er bis zum 3. März 1819 eine Legislaturperiode im Kongress absolvieren. Im Jahr 1818 verzichtete er auf eine weitere Kandidatur.